# 北海道士別商業高等学校
北海道士別商業高等学校（ほっかいどう しべつしょうぎょうこうとうがっこう）は、かつて北海道士別市東6条北6丁目にあった道立高等学校。全日制商業科・情報処理科。

## 沿革
- 1959年（昭和34年） - 開校
- 1963年（昭和38年） - 体育館完成
- 1964年（昭和39年） - 道立に移管
- 1978年（昭和53年） - 小型計算機組織を設置
- 2007年（平成19年） - 北海道士別高等学校と統合し、士別商業高等学校の地で北海道士別翔雲高等学校となる。

## 校訓
勉学　協力　融和

## 校歌
作詞：坂本富貴雄　作曲：栗林辰男